# Daimio tethys
Daimio tethys là một loài bướm ngày thuộc họ Bướm nhảy. Nó được tìm thấy ở miền đông châu Á, bao gồm vùng Amur, miền nam Ussuri, Nhật Bản và Đài Loan.
Sải cánh dài khoảng 40 mm.
Ấu trùng ăn various plants, bao gồm Quercus mongolica, Dioscorea nipponica, Dioscorea butatas, Dioscorea japonica and Dioscorea japonica var. pseudojaponica.

## Hình ảnh

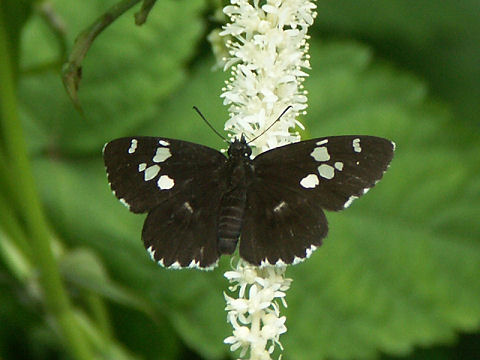
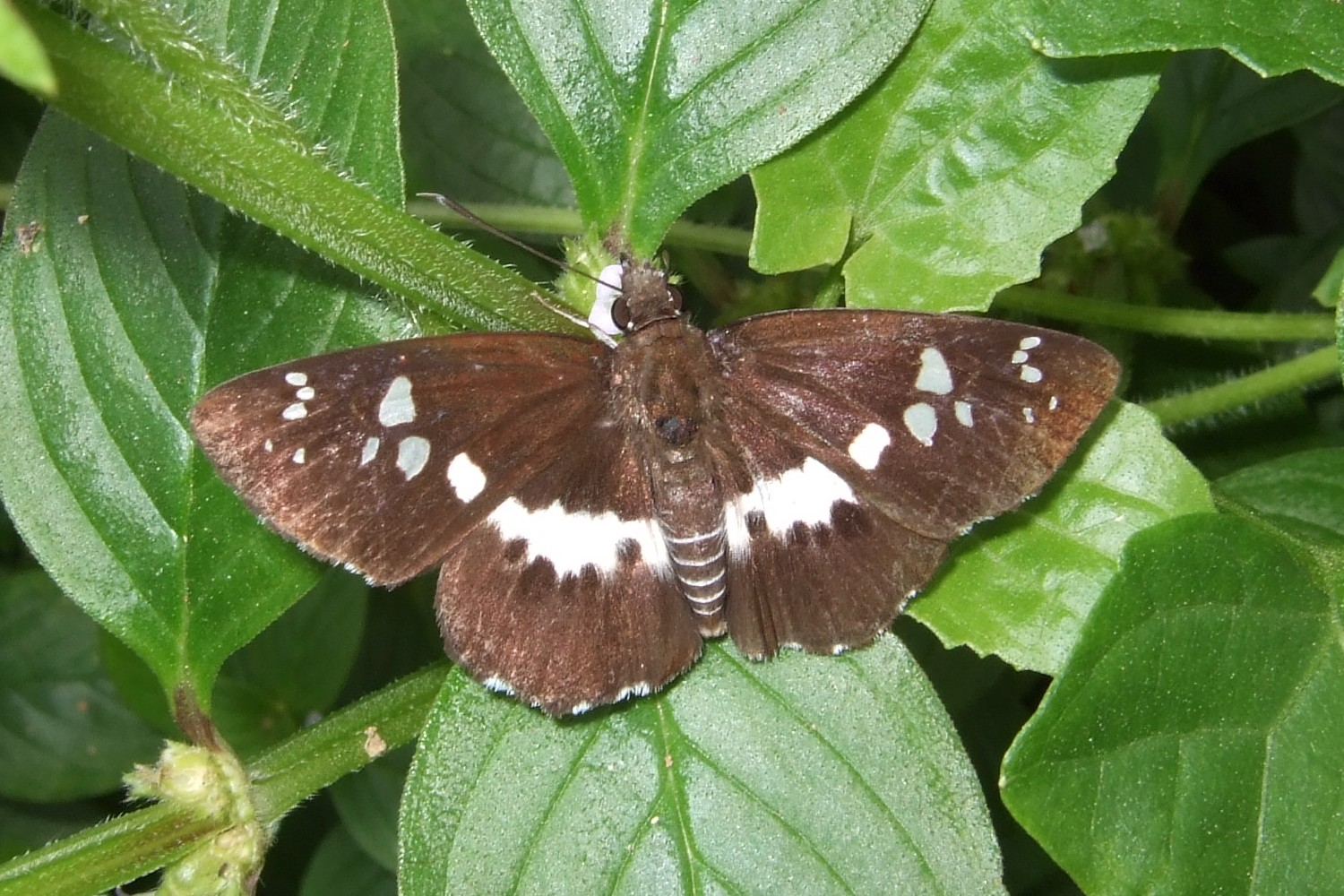
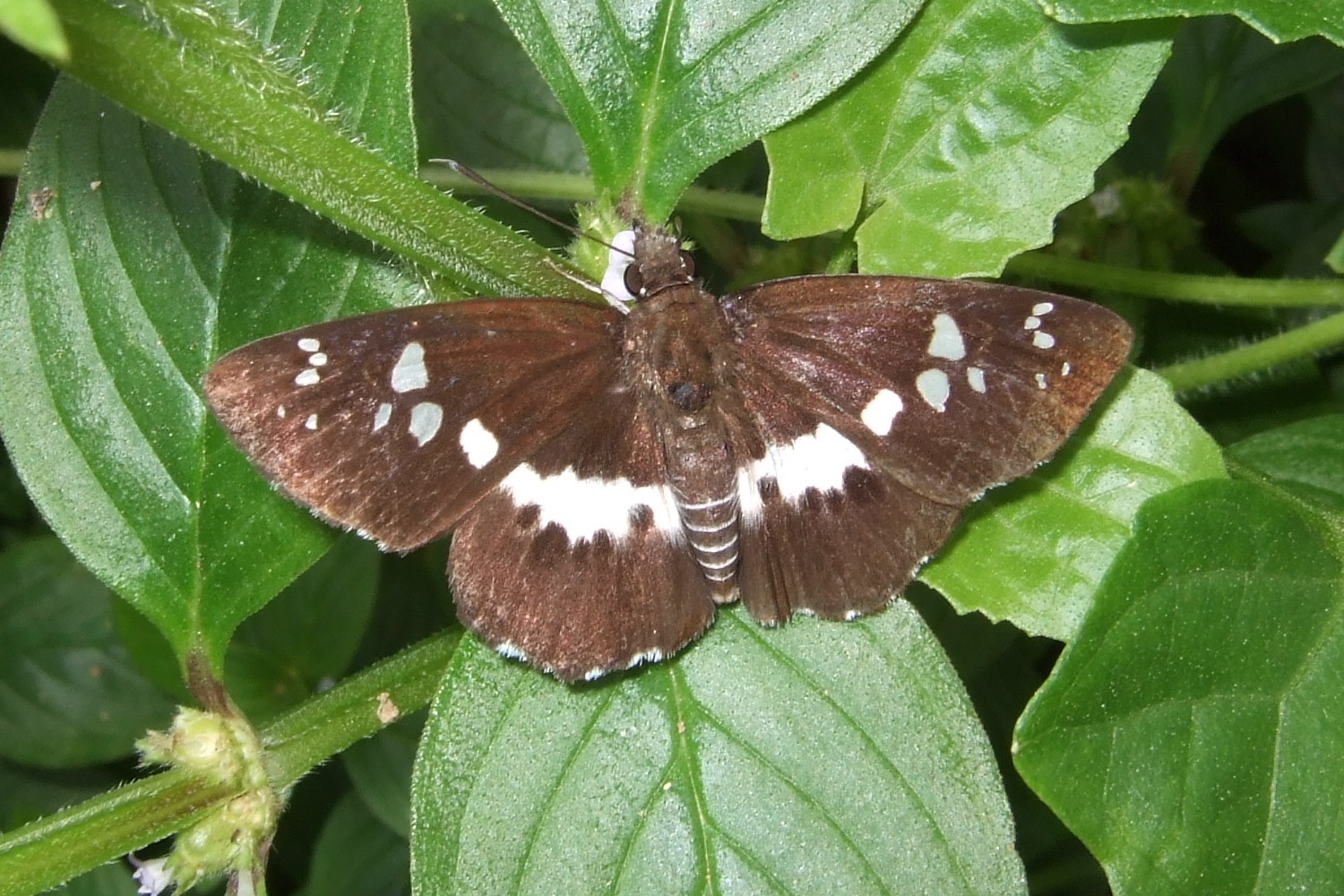

## Phân loài
- Daimio tethys tethys
- Daimio tethys birmana (Vân Nam)
- Daimio tethys daiseni (Japan)
- Daimio tethys roona
- Daimio tethys moori
- Daimio tethys niitakana